# Gustaf Johansson (1850–1913)
Gustaf Johansson, född 27 november 1850 i Kalmar stadsförsamling, Kalmar län, död 29 november 1913 i Kalmar stadsförsamling, Kalmar län, var en svensk domkyrkoorganist.

## Biografi
Gustaf Johansson 1850 i Kalmar stadsförsamling, Kalmar. Han blev 1869 student vid Uppsala universitet och avled 1871 teologisk-filosofisk examen. Johansson avlade 188 organistexamen vid Konservatoriet i Stockholm och 1882 musiklärarexamen. Han blev 1887 musiklärare vid Högre allmänna läroverket i Kalmar och 1898 domkyrkoorganist i Kalmar stadsförsamling. Johansson avled 1913 i Kalmar.